# Риеккалансаари
Рие́ккаланса́ари, Рие́ккаланса́ри, Рие́ккала (старорусское название: Ригола; фин. Riekkalansaari — «греческий остров») — крупнейший остров Ладожского озера, расположенный в шхерном районе к югу от города Сортавала. На острове расположено несколько населённых пунктов Сортавальского городского поселения.

## География
От материкового берега остров отделен проливами Уйттосалми и Ворссунсалми, по которым осуществляется подход к городу Сортавала с северо-востока. Северная часть Риеккалансари омывается водами залива Хиденселькя. На востоке остров отделен от островов Тулолансари и Орьятсари глубоководным проливом Хонкасалонселькя. Юго-западнее находится пролив Маркатсимансалми, который ведет к городу Сортавала с юга. Площадь — 53,5 км².

### Населённые пункты
На острове расположены населённые пункты Сортавальского городского поселения :  Красная Горка, Ламберг, Оявойс, Токкарлахти, Рантуэ, Заречье, Нукутталахти.

## Транспорт и обеспечение
С городом Сортавала остров соединён понтонным мостом, имеющим ограничение по наибольшей нагрузке и пропускной способности. На самом острове имеется разветвлённая сеть грунтовых автомобильных дорог, обеспечивающих сообщения между островными населёнными пунктами, на многих участках состояние этих дорог неудовлетворительное. Дальний конец острова наиболее доступен водным путём.
Остров обеспечен электричеством по линии, приходящей в районе моста, однако последнее время наблюдается его недостаток. Отсутствует как централизованное водоснабжение, так и водоотведение.

## История
Исследования обрабатываемых ландшафтов Риеккалы показало, что земледелие известно на нём с древнейших времён. Первое упоминание острова содержится в Писцовой книге Водской пятины 1500 года, где на острове описаны Никольская церковь — центр Никольского Сердобольского погоста Корельского уезда, а также поселения Попов Берег (скорее всего — двор священника) и Ригола (Риеккала). По этой церкви остров и получил своё название, ведь фин. Riekkalansaari — финнизированное карельское название, означавшее «Греческий (то есть православный) остров» (до XV века Русская православная церковь была частью греческой Константинопольской православной церкви). Возникновение церкви относится, скорее всего, к XIII веку, когда Корельская земля вошла в орбиту влияния Новгорода. Местоположение её не случайно — именно здесь, недалеко от устья реки Кокколанйоки, начинался древний карельский торговый путь по рекам и озёрам центральной Финляндии к Ботническому заливу и Белому морю, в земли богатые ценным мехом. Селения на острове и в дальнейшем упоминается в шведских переписных списках, например, в Списке податных домов 1590 года уже под своим карельским названием карел. Papilan randa упоминается Попов Берег, с населением 13 дворов, там же указана и Риеккала (Reeckala), самое большое поселение Никольского Сердобольского погоста с населением 30 дворов. В годы шведского владычества деревянная Никольская церковь сохранялась как единственный православный храм поблизости от Сортавалы. После возвращения Северного Приладожья в состав России церковь неоднократно подновлялась, и в 1904 году была приписана Церкви Петра и Павла в городе Сортавала. В 1993 году церковь, находящаяся на территории посёлка Красная Горка, была передана Валаамскому монастырю, восстановлена и освящена, в ней проходят богослужения.